# Georg Heinrich Olbers
Georg Heinrich Olbers (* 11. August 1790 in Bremen; † 26. Mai 1861 in Bremen) war ein deutscher Jurist und Bremer Senator.

## Biografie
Olbers war der Sohn des Arztes und Astronomen Heinrich Wilhelm Olbers (1758–1840) und seiner zweiten Frau Anna Adelheid Lürssen (1765–1820). Er war der Enkel des luth. Pastors und Dompredigers Johann Georg Olbers (1716–1772). Er war unverheiratet.
 
Er absolvierte seine Schulzeit in Bremen an einer privaten Elementarschule und an der lutherischen Domschule und Athenaeum Bremen bzw. ab 1803 Lyzeum. 
Er studierte ab 1809 und ab 1814 Rechtswissenschaften an der Universität Göttingen und er promoviert 1815 in Göttingen zum Dr. jur. 
Er begleitet zwischendurch in der Bremer Franzosenzeit 1812 seinen Vater nach Paris und war hier als Gerichtsauditor im französischen Dienst und Anfang 1813 bei der Präfektur im Département des Bouches de l’Elbe in Stade.
Von 1816 bis 1819 war er der Privatsekretär von Senator Johann Smidt, der bremischer Gesandter an der Bundesversammlung (sogenannter Bundestag) in Frankfurt am Main war. Danach war er als Sachführer bei Gerichten in Bremen tätig. 1822 wurde er zweiter Syndicus der Freien Hansestadt Bremen als Nachfolger von Friedrich Wilhelm Heineken, der Senator wurde.
  
Von 1825 bis 1860 war er als Nachfolger von Heinrich Lampe Bremer Senator. Er war von 1834 bis 1860 dadurch Leiter der Bremer Polizei. 1826 wurde durch ihn ein Theaterverein gegründet, der u. a. eine Theater- und Musikbibliothek einrichten ließ. Der Grundstock der Sammlung des 1823 gegründeten Kunstvereins in Bremen bildeten Stiftungen und Vermächtnisse aus dem Privatbesitz der Mitglieder des Vereins, von denen viele – wie Senator Hieronymus Klugkist, Kaufmann Johann Heinrich Albers und Senator Olbers. 